# Attestation de première éducation à la route
Pour les articles homonymes, voir APER.
L'attestation de première éducation à la route (APER) est une formation française dispensée lors des trois cycles de l'école primaire et qui s'inscrit dans le continuum éducatif à la route.

## Description
L'APER, inscrite dans les programmes de l'école primaire depuis la rentrée 2002, permet l'apprentissage des règles et du comportement nécessaire à l'usage de la rue et de la route.
Le but de l'APER est apprendre à l'élève des comportements adaptés dans la totalité des situations de la vie quotidienne (chemin de l'école, déplacements en voiture avec sa famille…).
Chaque enseignant est dans l'obligation de mettre en place des activités d'éducation aux risques de la circulation dans sa classe. L'enseignant doit également évaluer chaque élève de façon continue au cours de l'année scolaire sur les compétences requises par l'APER et cela dès le cycle 1 de l'école primaire.
L'APER s'inscrit dans le cadre d'un continuum éducatif de la maternelle à l'obtention du permis de conduire.
Une grille d'évaluation par cycle, de l’école primaire (soit 3 grilles) récapitule sous une forme synthétique les savoirs, savoir-faire et comportements, pour chaque usage de l'espace routier en tant que piéton, passager et rouleur. Elle fait apparaître le cycle dans lequel ceux-ci sont travaillés, évalués puis covalidés par l'élève et le maître.
L'APER est attribuée par le conseil des maîtres de cycle 3 et signé par la directrice ou le directeur de l'école. Elle est transmise au collège avec le dossier d'entrée en 6e.